# Dhudharukot
Dhudharukot (en népalais : धुधारुकोत) est un comité de développement villageois du Népal situé dans le district d'Achham. Au recensement de 2011, il comptait 3 124 habitants.